# Víctor Heredia
Pour les articles homonymes, voir Heredia.
Víctor Heredia (Buenos Aires, 24 janvier 1947) est un chanteur argentin.

## Biographie
Víctor Heredia est né à Buenos Aires, mais a vécu dans son enfance à Paso del Rey, province de Buenos Aires. Sa grand-mère maternelle faisait partie de l'ethnie capayán, et était née à los Valles Calchaquíes de Catamarca.
Il obtient très jeune le prix de la révélation de l’année au Festival de Cosquín.
Son œuvre donne une large place aux problèmes sociaux d’Amérique latine et aux droits de l’homme. Il a enregistré des chansons avec d’autres artistes tels que Joan Manuel Serrat, Mercedes Sosa, León Gieco, Milton Nascimento, le Cuarteto Zupay, Silvio Rodríguez et Pablo Milanés, entre autres.
Il fut interdit durant la dictature militaire argentine (à partir de 1976), durant laquelle « disparut » sa sœur. Victor Heredia collabore étroitement avec les organisations qui dénoncent les crimes de la dictature, telles que les Mères de la place de Mai.
Ses chansons les plus connues sont Todavía Cantamos, Sobreviviendo, El viejo Matías, Dulce Daniela et surtout Razón de vivir.

## Discographie
- Gritando Esperanzas, 1968
- Víctor Heredia, 1968
- El Viejo Matías, 1970
- De Donde Soy, 1971
- Razones, 1972
- Víctor Heredia Canta A Pablo Neruda, 1974
- Bebe En Mi Cántaro, 1975
- Paso Del Rey, 1976
- Cuando Yo Digo Mujer, 1977
- Que Hermosa Canción, 1978
- Ya Lo Ves Amanece, 1981
- Puertas Abiertas, 1982
- Aquellos Soldaditos De Plomo, 1983
- Canto A La Poesía, 1984
- Coraje! , 1985
- Taki Ongoy, 1986
- Un Día de Gracia, 1987
- Memoria, 1989
- Carta De Un Náufrago, 1991
- Mientras Tanto, 1992
- Síndrome De Amor, 1994
- Víctor Heredia En Vivo En La Trastienda, 1995
- De Amor y De Sangre, 1996
- Marcas, 1998
- Entonces, 2001
- Serenata para la tierra de uno, 2002 (avec Mercedes Sosa)
- Fenix, 2003
- Tiernamente Amigos, 2005